# Amen (Aa en Hunze)
Amen (Drents: Aomen) is een esdorp in de gemeente Aa en Hunze, in de Nederlandse provincie Drenthe. Het dorp ligt aan de weg van Rolde via Nijlande en Ekehaar naar Hooghalen. Langs het dorp stroomt het Amerdiep, een van de namen van de bovenloop van de Drentsche Aa. In Amen wonen (in 2023) circa 95 mensen.

## Geschiedenis
In de dertiende eeuw werd de buurschap Amen een boermarke, samen met Ekehaar had Amen omstreeks 1300 vijf waardelen. Amen was lang niet meer dan enkele boerderijen groot. De school die in 1819 werd geopend werd wegens gebrek aan leerlingen in 1853 weer afgebroken. Ook de coöperatieve zuivelfabriek was slechts een kort leven beschoren, van 1903 tot 1913. Het grootste aantal inwoners had Amen net na de Tweede Wereldoorlog, toen het dorp 147 inwoners had.

## Naam

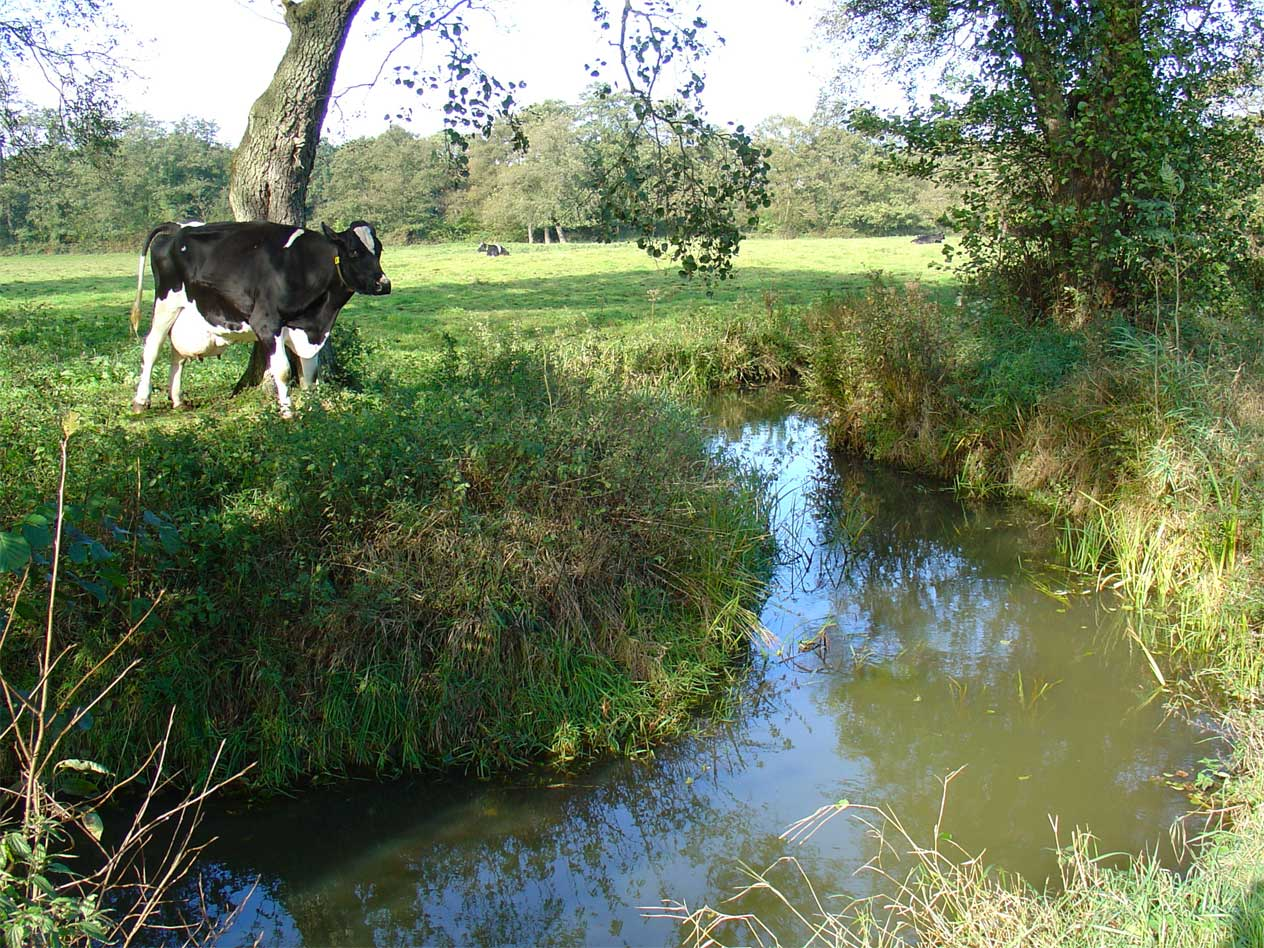
Het Amerdiep

De naam van het dorp is volgens Dick Blok afgeleid van het beekje dat langs het dorp loopt. Die beek heet tegenwoordig Amerdiep, maar zou oorspronkelijk bekend hebben gestaan als Ame. Hij verwijst daarbij ook naar Amelte dat aan dezelfde beek ligt.

## Cultuur
- Sinds 1991 biedt Café De Amer[3] een platform voor culturele (literaire en muzikale) manifestaties, waaronder optredens van Harry Muskee (tot 2011), Daniël Lohues en diverse andere musici. De literaire activiteiten worden georganiseerd door 'De literaire Hemel'[4]
- Bijenteeltmuseum[5]